# Daan Reiziger
Daan Reiziger (* 18. Juni 2001 in Groningen) ist ein niederländischer Fußballspieler, der aktuell beim SC Cambuur unter Vertrag steht.

## Karriere

### Verein
Reiziger begann seine fußballerische Ausbildung beim GSV Be Quick 1887, ehe er 2012 zum FC Groningen wechselte. Wiederum fünf Jahre später unterschrieb er in der Jugendakademie von Ajax Amsterdam. In der Saison 2016/17 spielte er bereits 10 Spiele für die B-Junioren von Ajax. In der Folgesaison war er Stammspieler bei der U17, stand aber auch unter anderem in der Youth League bei der U19 im Kader. In der Saison darauf war er zweiter Torhüter bei den A-Junioren. Im U19-Pokal kam er im Achtelfinale gegen die Altersgenossen von NAC Breda zum Einsatz und schoss in der Nachspielzeit das 1:1, was sein Team in die Verlängerung und das Elfmeterschießen rettete, das sie wiederum auch aufgrund einer Parade Reizigers gewannen. Auch in der Folgesaison war er bei der U19 nicht gesetzt und spielte wettbewerbsübergreifend 16 Mal. 2020/21 stieg er zum Ersatzkeeper der zweiten Mannschaft auf und spielte dort gegen Ende der Saison ein paar Spiele. Sein Debüt gab er bei einem 4:3-Sieg über die MVV Maastricht, als Kjell Scherpen und Dominik Kotarski bei den Herren dabei waren. In der Saison 2020/21 spielte er neunmal und stand mehrere Mal im Kader der Profis.
Im Sommer 2021 wechselte er zum Erstligakonkurrenten Vitesse Arnheim. Dort wurde er Ersatztorhüter und kam in der Saison 2021/22 zunächst ausschließlich in der zweiten Mannschaft des Vereins zum Einsatz. In der folgenden Spielzeit 2022/23 bestritt er in Vertretung für Stammtorwart Kjell Scherpen insgesamt acht Spiele in der Eredivisie.
Im September 2023 wechselte Reiziger zum Zweitligisten SC Cambuur.

### Nationalmannschaft
Reiziger kam bislang für diverse Juniorennationalmannschaften der Niederlande zum Einsatz, spielte jedoch nie bei einem großen Turnier mit.

## Erfolge
- Niederländischer Meister: 2021 (ohne Einsatz im Kader)